# Clermont Foot 63
 (mai 2021).
Si vous disposez d'ouvrages ou d'articles de référence ou si vous connaissez des sites web de qualité traitant du thème abordé ici, merci de compléter l'article en donnant les références utiles à sa vérifiabilité et en les liant à la section « Notes et références ».
Maillots
Actualités
Dernière mise à jour : 5 août 2025.
Le Clermont Foot 63, couramment appelé Clermont Foot, est un club de football français fondé en 1984 et situé à Clermont-Ferrand.
Il est créé sous le nom de Clermont Football Club par la fusion de deux clubs de la ville, le Stade clermontois et l'Association sportive montferrandaise, alors que ceux-ci évoluaient au même niveau en Division 3. Le Stade clermontois avait disputé par le passé deux saisons de deuxième division professionnelle (1945-1947) et onze de troisième division, contre six saisons en Division nationale du championnat de France amateur (1964-1970) et onze saisons de troisième division pour l'AS montferrandaise. Les deux clubs alternaient entre Division 3 et Division 4 depuis quelques saisons au moment de mettre leurs forces en commun.
La fusion mène le club en Division 2 pour la saison 1988-1989, mais il retombe en Division 3 et dépose le bilan dans la foulée en 1990. Le club repart, après accord de la FFF, au premier niveau régional (Division d'Honneur), sous le nom de Clermont Foot. Le club remonte les échelons et réaccède à la Ligue 2 en 2003.
Clermont Foot évolue en Ligue 2 depuis 2007 et accède à la Ligue 1 en 2021, premier club auvergnat à évoluer à ce niveau. Il est présidé par Ahmet Schaefer depuis le 13 mars 2019 et l'équipe professionnelle est entraînée depuis le 1er septembre 2017 par Pascal Gastien. Il dispute ses matchs à domicile au stade Gabriel-Montpied. Le club retrouve la Ligue 2 à l'issue de la saison 2023-2024 où il termine dernier de Ligue 1.

## Histoire

### L'avant Clermont Foot
Le football de haut niveau s'installe à Clermont-Ferrand en temps de guerre avec la promotion de la section football du Stade clermontois, créée au début des années 1930, en première division lors de la saison 1942-1943, où le club termine 13e sur 16 places. La saison suivante, avec la réforme du colonel Pascot, le club ne fait pas mieux, obtenant la 14e place. En 1944-1945, il réalise un beau parcours en Coupe de France, atteignant les huitièmes de finale, après avoir éliminé Saint-Étienne, et termine à la 4e place du groupe Sud, mais en raison de la refonte du championnat lors de l'été 45, Clermont repart en deuxième division. Les coéquipiers de Pierre Bini réaliseront néanmoins l'exploit d'atteindre les demi-finales de la Coupe de France, en 1945-1946, après avoir sorti Bordeaux (4-1), mais seront éliminés par Lille (7-1). À la fin de la saison 1946-1947, le club fut contraint d'abandonner son statut pro pour des raisons financières.
Le football clermontois repart au plus bas de l'échelle, avant de s'extirper de l'échelon départemental en 1966 sous la houlette de Jules Sbroglia, Étoile d'Or 1959. Le Stade clermontois est sacré champion de DH en 1971 et accède à la troisième division où il effectue ensuite onze saisons. En 1984, le club fusionne avec la section football AS montferrandaise (ASM). qui alternait entre Division 3 et Division 4 au moment de mettre leurs forces en commun.
La fusion du Stade avec l'ASM, en 1984, aura pour conséquence la création du Clermont Football Club. Sous la houlette de Raymond Vernay, puis, dès 1987, de l'entraîneur-joueur Andrzej Szarmach, et la présence du légendaire Serge Chiesa, le CFC attire les foules au stade Marcel-Michelin et retrouve le professionnalisme lors de la saison 1988-1989 après plusieurs saisons en troisième division. Mais l'aventure en seconde division est éphémère : après une saison en deuxième division, en raison d'une mauvaise santé financière le club dépose à nouveau le bilan en 1990.

### Genèse du club
En 1990, le club repart sous le nom de Clermont Foot après son dépôt de bilan, qui deviendra rapidement le Clermont Foot Auvergne (CFA), à la faveur des subventions régionales. Le club repart en Division Honneur avec pour seul objectif de retrouver le monde professionnel pour s'y installer durablement. En treize ans, le Clermont Foot Auvergne passe de la Division Honneur à la Ligue 2.
Sous la houlette d'Alain Ollier, le club remporte la DH (6e division) en 1993 pour accéder au championnat de Nationale 3, équivalent au CFA 2 (5e division). Dès sa première saison au sein de cette division (saison 1993-1994), le club est promu en Nationale 2 (CFA), où le club restera pendant cinq ans. Inauguré en décembre 1995, le stade Gabriel-Montpied, devient le nouveau stade des Clermontois.

### L'épopée qui marqua l'histoire

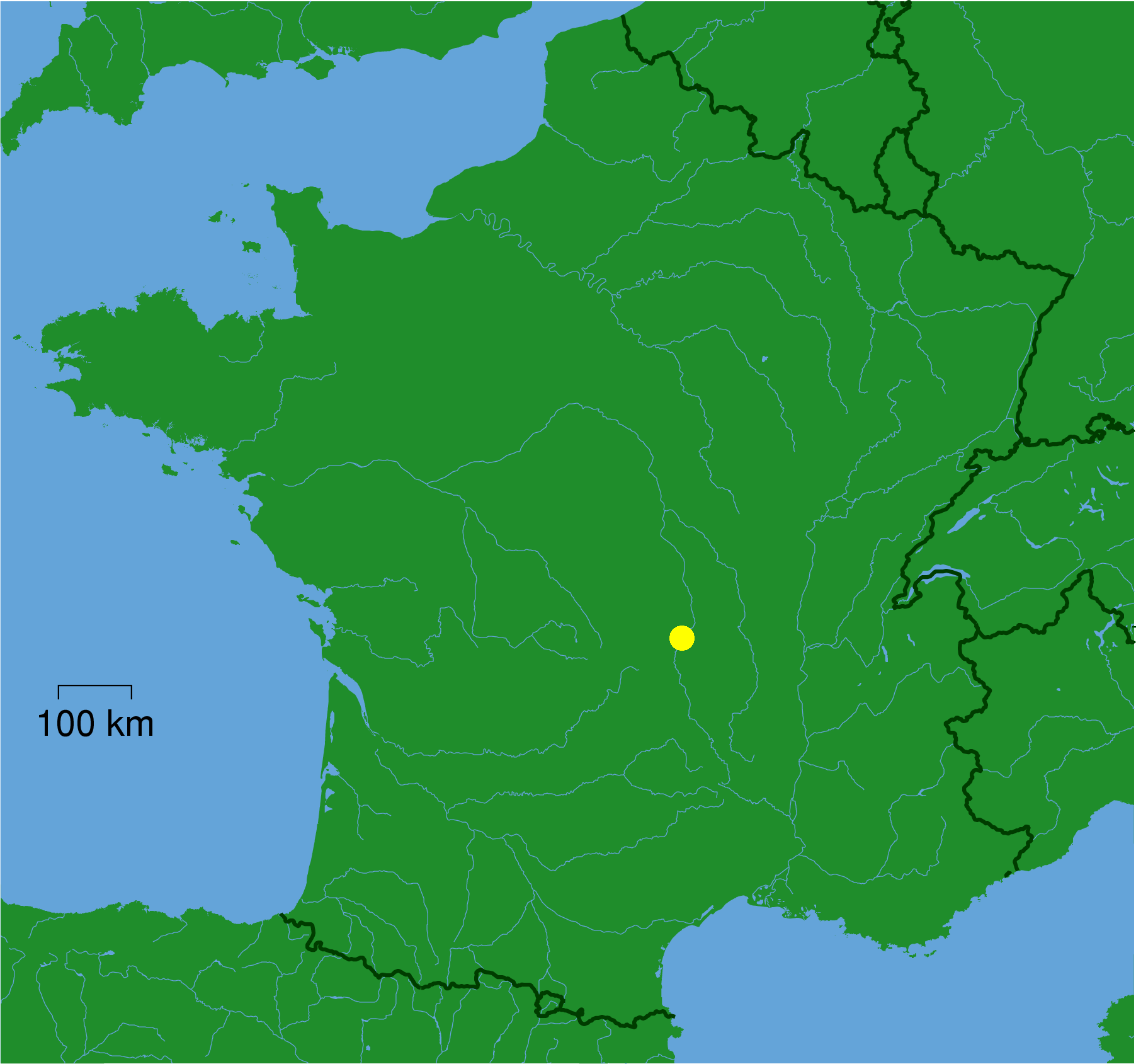
Localisation de Clermont-Ferrand

L'épopée incroyable en Coupe de France lors de la saison 1996/1997 constitue un grand tremplin pour le club. Son gardien Olivier Enjolras devient rapidement le symbole de la réussite de l'équipe. Lors du 7e tour, Clermont élimine douloureusement l'Etrat au terme d'une séance de tirs au but interminable (13 tab à 12), disputée dans un stade sans éclairage[réf. nécessaire]. Les hommes de Thierry Coutard élimineront par la suite deux clubs de deuxième division : Lorient (3-2) et Martigues (1-1, 5 tab à 3), et se qualifient ainsi en huitièmes de finale face au PSG de Raï : ce 1er mars 1997, le stade est complet et 20 000 personnes se rassemblent sur la place de Jaude pour célébrer la victoire.
À l'heure de jeu, la logique est respectée, le club francilien menant 4 à 1, seul Mickaël Bessaque ayant réussi à tromper Bernard Lama, sur penalty (51e). Puis la magie s'empare du match, lorsque Christophe Chastang réduit la marque (70e), suivi de Nicolas Le Bellec (82e) qui permet au CFA de revenir à un petit but de l'ogre parisien. Un vent de folie souffle sur le match, les amateurs poussent les parisiens dans leurs derniers retranchements, et Bruno N'Gotty (87e) finit par marquer contre son camp. À la fin du temps réglementaire, comme des prolongations, le score est de 4-4.
C'est aux tirs au but, après avoir remonté un écart de trois buts en une vingtaine de minutes, que le Clermont Foot, qui joue à 3 divisions inférieures que leurs adversaires, s'impose. Le gardien clermontois arrête les tirs de Paul Le Guen et Vincent Guérin tandis tous les joueurs auvergnats transforment leurs tentatives. Toute une ville explose et le club de quatrième division se qualifie en quarts de finale. Malgré cette performance, le petit poucet s'incline face à l'OGC Nice, futur vainqueur de la compétition, 2 buts à 1.

### L'ascension (1997-2002)
Cette épopée est considérée[Par qui ?] comme la première étape vers le retour dans le monde professionnel. René Le Lamer succède à Thierry Coutard et remporte lors de la saison 1998-1999 le titre de Champion de France de CFA. Le club accède alors au National et se maintient à une flatteuse 7e place lors de la saison 1999-2000. Le club donnera alors sa chance à un certain Sylvain Armand qui suivra ensuite une carrière au plus haut niveau. René Le Lamer parti disputer la Coupe d'Europe à Gueugnon, Albert Rust, débarque comme entraineur à Clermont avec comme objectif l'accession en 2e Division.
Lors de la saison 2000-2001, l'équipe termine à la quatrième place et échoue à un seul point de la montée. En Coupe de France, le club réalisera un nouvel exploit en éliminant le FC Sochaux – leader de la 2e Division – en 16es de finale après avoir mené par deux fois au score (2-2, 4 tab à 3). Clermont échouera de justesse (0-1) au tour suivant, encore face au futur vainqueur de l'épreuve : le RC Strasbourg. Albert Rust est alors remplacé par Hubert Velud qui mise sur des joueurs expérimentés (Pierre Chavrondier, Emmanuel Gas, Hubert Castets, etc.). Au terme de la saison 2001-2002, après trois saisons en National, le Clermont Foot obtient son billet pour la seconde division, en terminant champion de National, tout en brisant plusieurs records dont celui du plus grand nombre de points[réf. nécessaire].

### Retour au professionnalisme (2002-2004)
En 2002-2003, lors de sa première saison au second échelon, le CFA parvient à se maintenir à une honorable 14e place, après un recrutement largement basé sur des joueurs de Ligue 2. La saison suivante, le club monte en puissance, parvenant à monter sur le podium lors de la première partie de saison, puis s'écroule, conduisant au limogeage d'Hubert Velud. Olivier Chavanon, couvert par le diplôme d'entraineur de René Le Lamer qui est de retour, reprend les rênes en cours de saison, et le club termine une nouvelle fois à la 14e place. Lors de cette saison 2003-2004, le club parvient également en huitièmes de finale de la Coupe de la Ligue.

### Des performances en coupes aux désillusions en championnat (2004-2006)
Lors de la saison 2004-2005, le club confirme son statut d'équipe de coupes, atteignant les quarts de finale en Coupe de France et Coupe de la Ligue, échouant respectivement contre l'AS Monaco (1-0) et le RC Strasbourg (3-2). Le parcours en Coupe de France s'est principalement illustré par la victoire contre le triple-champion de France, invaincus depuis des mois : l'Olympique lyonnais. Bruno Rodriguez ouvrit le score (55e), avant que les auvergnats soient rejoints dans les arrêts de jeu. Les clermontois l'emportent une nouvelle fois aux tirs au but (4-3), et si Paul Le Guen était l'entraineur de l'Olympique lyonnais, ce n'est pas Olivier Enjolras, mais Yoann Bouchard qui officiait dans les buts, et stoppa deux tirs au but, dont celui de Sylvain Wiltord.
Les performances en championnat appellent pourtant à un retour à la réalité : l'équipe termine à la 18e place, synonyme de relégation, mais un coup de théâtre va sauver le club : le dépôt de bilan de l'ASOAV, normalement promu en Ligue 2, permet au club d'être repêché. Cette saison à double-vitesse laisse des traces : Claude Michy, promoteur d'évènements sportifs prend la place d'Alain Dalan, au poste de président du club et après un passage éphémère de Dominique Bijotat, c'est Marc Collat, qui devient le nouvel entraîneur.
La saison 2005-2006, bien que marquée par le recrutement de joueurs médiatiques (Jocelyn Gourvennec ou le champion du monde Bernard Diomède), conduit le club à un retour en National, après une seconde 18e place, cette fois-ci bel et bien synonyme de relégation.

### Un rouleau compresseur en National (2006-2007)
La descente du club s'accompagne d'un désir de repartir sur des bases saines. Didier Ollé-Nicolle, nouvel entraineur, rebâtit complètement l'effectif. Olivier Enjolras, légende du club, voit un effectif essentiellement composé de jeunes joueurs « qui en veulent », et est le seul joueur de la saison précédente à rester, avec Bruce Abdoulaye et Emmanuel Gas. Si le début de saison est poussif, l'équipe se transformera rapidement en un rouleau compresseur. L'équipe bat à nouveau le record de points (82 points) mais aussi ceux de victoires (24), de buts marqués (76) et la longévité d'une série d'invincibilité (27 matchs). En survolant le championnat, et devenant à une seconde reprise champion de National, le Clermont Foot fait l'ascenseur et retrouve aussitôt la Ligue 2. Cette montée correspondant d'autant plus à une nouvelle page de l'histoire du club, puisque Olivier Enjolras prend sa retraite, après quatorze ans de bons et loyaux services.

### Flirt avec la Ligue 1 (2007-2008)
Le club s'appuie sur la dynamique de la saison passée pour monter petit à petit en puissance. L'équipe de Didier Ollé-Nicolle se trouve sur le podium à la trêve, nourrissant des rêves de Ligue 1. À la lutte contre des équipes plus expérimentées, le club terminera à une belle et inespérée 5e place. Maigres consolations, le club termine, ex-æquo avec Le Havre, comme meilleure équipe à domicile, et le CFA n'a jamais quitté le premier tiers du classement tout le long de la saison. C'est un exploit pour l'avant-dernier budget de Ligue 2 et le plus haut classement depuis la création du club.

### Une saison noire (2008-2009)
Après deux bonnes saisons, le club souhaite se stabiliser tant administrativement que sportivement. Cette saison est marquée par plusieurs coups de massue. Tout d'abord, le club est éliminé en 32es de finale en Coupe de France par le club méconnu de Schirrhein (4-2), après avoir mené 2 à 0. Le club ambitionne de se rattraper en championnat, mais ne termine qu'à la 12e place, bien qu'elle soit la seconde meilleure performance de l'histoire du CFA, et assure facilement le maintien du club.
Entretemps, Clément Pinault, arrivé au club six mois plus tôt, décède le 23 janvier au CHU Gabriel-Montpied, victime d'un accident cardiaque. Le numéro de maillot 14 sera aussitôt retiré. Depuis 2011, à Grasse, se déroule annuellement le Trophée Clément Pinault, auquel participe toujours le Clermont Foot. Puis en avril, Jean-Paul Fafournoux, administrateur du Clermont Foot, supporter et partenaire décède à son tour.

### Le rêve qui s'envole (2009-2010)
Didier Ollé-Nicolle partant à l'OGC Nice, Claude Michy fait appel à Michel Der Zakarian, ancien entraineur du FC Nantes, pour reprendre les rênes du club. Lors de sa première saison, le club frôle à nouveau la montée, terminant à une honorable 6e place. Lors de l'ultime journée, Clermont perd sa « finale » face à l'AC Arles-Avignon (1-0), dans un match où le vainqueur signait son accession en Ligue 1, le CFA termine 6e.

### Fin de l'ère Der Zakarian (2010-2012)

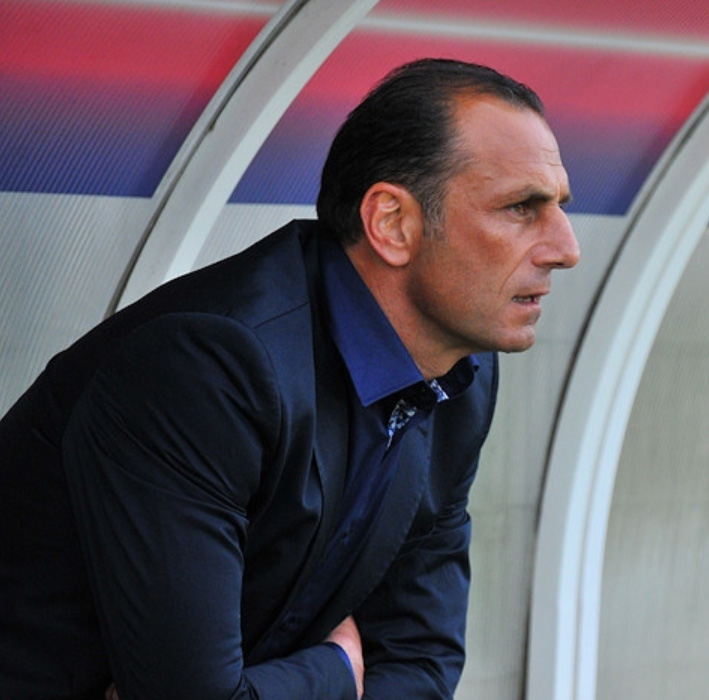
Michel Der Zakarian, entraîneur de 2009 à 2012.

La saison 2010-2011 fut plus poussive que la saison précédente, l'équipe luttant au départ pour le maintien. Le club, grâce à une bonne seconde partie de saison espéra à nouveau une montée. Cependant, plusieurs nuls concédés dans les arrêts de jeu auront raison des espérances du club, et ce dernier obtiendra une 7e place. Cette saison est particulièrement marquée par les prestations de Sloan Privat, prêté par le FC Sochaux, auteur de vingt buts, et de Romain Alessandrini, artisan de onze buts et sept passes décisives, lui aussi arrivé à l'intersaison. Tous deux furent sélectionnés dans l'équipe-type de L2 par l'UNFP.
Malgré certaines sollicitations, Michel Der Zakarian entamera une troisième saison avec le Clermont Foot avec l'objectif d'accéder en Ligue 1. La saison 2011-2012 restera dans les annales comme la meilleure saison réalisée par le Clermont Foot. Premières historiques, le club s'installera à la première place du podium, et sera élu champion d'automne. La première partie de saison fut illustrée par les prestations de Romain Alessandrini, et du néo-clermontois Jean-François Rivière, qui termine meilleur buteur à la trêve.
Mais la seconde partie de saison virera au chaos : alors que durant la première partie de saison, le club fit des matchs à l'extérieur son cheval de bataille (six victoires, trois nuls, une défaite), ce fut tout l'inverse dans la seconde partie de la saison (quatre nuls, cinq défaites). Par ailleurs, les blessures de longue durée du goaleador Jean-François Rivière, du capitaine Damien Perrinelle ainsi que d'Eugène Ekobo conduisent le CFA à abandonner le podium lors de la 31e journée, alors qu'il s'y trouvait depuis la 6e journée. Finalement, une nouvelle fois, le club est victime de la lutte pour la montée et termine à la 5e place. Pour la seconde année consécutive, Romain Alessandrini est nommé dans l'équipe-type de L2 par l'UNFP. Véritable star du club, il est transféré au Stade rennais pour un montant allant de 2,5 à 3 millions d'euros, ce qui représente plus du tiers du budget du club, et bien sûr, le plus grand transfert de l'histoire du club à cette époque.
Terminant dans les sept premières places à quatre reprises durant les cinq dernières saisons, le club est parvenu à se stabiliser sportivement, quand bien même il demeure un des plus faibles budgets de deuxième division, en plus de devenir un club incontournable du football professionnel français (dix saisons en L2 sur les onze dernières saisons), et est parvenu à jouer régulièrement les premiers rôles dans cette seconde division. Le club parvient désormais à garder une ossature, et opère des recrutements judicieux, en évitant de se reposer sur des prêts. Pourtant, à l'issue de la saison 2011-2012, Michel Der Zakarian décide de quitter la capitale auvergnate pour retourner à Nantes. Régis Brouard, qui s'est illustré avec l'US Quevilly, réalisant en l'espace de quatre ans une finale et une demi-finale en Coupe de France avec un club amateur, et une montée en National, prend alors sa place.

### Deux saisons avec Régis Brouard (2012-2014)
Le Clermont Foot Auvergne prend donc le départ de sa 6e saison consécutive en Ligue 2. Après une préparation et des matchs amicaux peu concluants, le club connaît un début de saison cauchemardesque : à l'issue de la 7e journée, il pointe à la 18e place du classement (c'est-à-dire relégable) avec seulement quatre points pris uniquement contre deux promus de national, Niort et Nîmes. Le nouvel entraîneur tente alors de trouver des explications au mal en pointant du doigt un problème d'adaptation des joueurs à sa philosophie de jeu qui avait, il est vrai, été une réussite quelques mois plus tôt avec l'US Quevilly. Quoi qu'il en soit, un tel début de saison — au cours duquel la qualification à Istres en coupe de la ligue (1-2 après prolongations) ne fut qu'un éclair dans le brouillard rapidement effacé par l'élimination dès le tour suivant par le stade Malherbe de Caen — laisse prévoir une future relégation en national qui serait catastrophique pour le club, et d'autant plus au regard des ambitions que nourrissait le club avant le début de saison. Régis Brouard va donc devoir trouver très rapidement les solutions afin d'échapper à l'échafaud sous peine d'un possible limogeage sans tarder que connaissent fréquemment les entraîneurs professionnels dans ce genre de configuration.
Ainsi, après un début de saison catastrophique, le CFA semble enfin entrevoir le bout du tunnel : il parvient à stopper sa série de défaites qu'il remplace un temps par des nuls peu convaincants, puis parvient enfin à retrouver le chemin de la victoire le 5 octobre 2012 sur la pelouse d'Arles-Avignon (0-2) puis enchaîne dès le match suivant face à Istres (victoire 2-1). Mais ce début d'automne est aussi marqué par « l'affaire Rivière ». L'attaquant clermontois est tout d'abord écarté par Régis Brouard sans raison apparente, ce qui crée un début de tension entre les deux hommes. Devant les médias, l'entraîneur clermontois prétexte une blessure de son attaquant pour expliquer son absence. Finalement, cette affaire assez trouble s'enlise et Brouard poursuit la construction de sa nouvelle philosophie de jeu tout en laissant Rivière hors du groupe. Finalement, les efforts de l'entraîneur finissent par porter leurs fruits puisque Clermont parvient à aligner une série de six matchs sans défaite qui lui permet de sortir de la zone des relégables et de regagner le milieu du tableau.
Début novembre, Clermont rechute à domicile face à l'En Avant de Guingamp (1-2) et débute alors une série sans fin d'échecs sur sa pelouse se poursuivant face à Monaco (0-1), Nantes (0-1) et Auxerre (1-2) juste avant la trêve. Les Clermontois alignent dans le même temps une série de plusieurs matchs sans défaite à l'extérieur au Havre (victoire 1-3) au Gazélec Ajaccio (victoire 0-1) et à Châteauroux (0-0), confirmant alors un étonnant paradoxe qui suivra les Clermontois jusqu'au terme de cette saison. En ce qui concerne la coupe de France, les Clermontois sont éliminés sans gloire face à la modeste équipe d'Yzeure (1-1, 4 tab à 3) dès le 7e tour.
On peut globalement dire que les Clermontois auront traversé un hiver mitigé alternant, comme à leur habitude belles performances en déplacement et sorties décevantes à domicile. Le mois de janvier débute en effet par une victoire à l'extérieur chez le SCO d'Angers (1-2) pourtant en lutte pour la montée en Ligue 1. Mais la série impressionnante des Clermontois hors de leurs bases va s'arrêter la semaine suivante lors d'une sévère correction à Nîmes (3-0). Elle aura duré du 31 août 2012 au 18 janvier 2013 soit sept matchs sans défaite à l'extérieur. Une série bien triste de huit matchs sans victoire dont six nuls sans débute alors pour les Clermontois qui se retrouvent, au soir de la 29e journée et d'une lourde défaite à domicile face à Arles-Avignon (2-4), en position de relégable. Cette position dangereuse ne durera qu'une semaine : Clermont en ressort dès le match suivant en validant un nul à Istres (0-0) et réussit enfin à s'imposer devant son public le 29 mars face à Lens (1-0), ce qui ne s'était plus produit depuis le 19 octobre 2012.
Si ses deux matchs nuls à Guingamp (0-0) et face au Havre (1-1) n'ont que peu d'incidence, les deux défaites qui suivirent à Monaco (4-0) et à domicile face à la lanterne rouge Gazélec Ajaccio (0-2) plongent les Clermontois à la 18e place du classement (synonyme de relégation en national) à seulement quatre journées du dénouement.
Après ces déboires, se profilait un match à Nantes, alors second au classement pour les Clermontois. Conscient de la difficulté de la tâche et de l'urgence de la situation, l'entraîneur Régis Brouard réunit tous ses joueurs dans sa chambre d'hôtel à quelques heures du coup d'envoi afin de trouver les bonnes paroles pour chacun d'entre eux. Et Clermont l'emporte à Nantes (0-1) grâce à un but salvateur de Pierrick Capelle et déjoue tous les pronostics. Mais le maintien n'était pas encore assuré pour autant, le CFA63 ayant encore besoin d'une victoire au match suivant face à Châteauroux, qu'ils parvinrent brillamment à aller chercher en fin de match (1-0) et profitèrent ainsi des faux pas de ses concurrents directs Laval et Le Mans battus respectivement par Gazélec Ajaccio (1-2) et Le Havre (0-4).
Le club valide son maintien la semaine suivante après un match nul sur le terrain d'Auxerre (1-1). Clermont finit sa saison par un nouveau nul à domicile face à Niort (1-1) dans un match dépourvu d'enjeu. Clermont se classe donc 14e de Ligue 2 avec 43 points et prend le 2 août le départ de sa 7e saison consécutive en Ligue 2. Le meilleur buteur cette saison est Mana Dembélé avec treize buts au compteur.
En juin 2013, le Clermont Foot Auvergne 63 change de nom et devient le Clermont Foot 63, les subventions du conseil régional d'Auvergne (75 000 €) ont été supprimées, le conseil régional souhaitant se concentrer sur des compétences obligatoires,.
À l'issue de la 38e journée, le club termine à la 14e position avec 45 points (10 victoires, 15 matchs nuls et 13 défaites), dont 29 points à domicile. Elle est l'une des plus mauvaises attaques (19e) mais est cependant bien placée en défenses (5e).
En Coupe de la Ligue, le club bat Dijon 3 à 0 au 1er tour le 6 août mais se fait éliminer au 2e tour trois semaines plus tard à Tours par 1 but à 0. En Coupe de France, le Clermont Foot a été directement éliminé par un club de « DH » Bourgogne au 7e tour, au stade des Courvelles à Selongey, devant 1 300 spectateurs, par 1 but à 0. Un joueur a été averti et un autre expulsé au CF,. Pour la deuxième saison consécutive, le club se fait éliminer d'entrée par un autre club de division inférieure.

### Une nouvelle entraîneuse: Corinne Diacre (2014-2017)
Clermont Foot 63 fait la une des médias sportifs en annonçant la nomination au poste d'entraîneur de la Portugaise de 36 ans, Helena Costa, pour la saison 2014-2015. C'est la première fois dans le football français qu'un club masculin de football professionnel doit être entraîné par une femme. Mais elle renonce le 23 juin, en décidant « de ne pas tenir ses engagements »,. Sa décision est justifiée lors d'une conférence de presse tenue le lendemain matin, « sans explication rationnelle » selon le président Claude Michy. Corinne Diacre est nommée à la place.
La saison 2014-2015 du championnat commence par une défaite au stade Francis-Le Blé à Brest sur un score de 2 à 1, malgré l'ouverture du score de Clermont. L'entraîneuse connaît sa première défaite mais elle est satisfaite malgré deux buts encaissés en seconde période. Après une deuxième partie de saison nettement plus réussie, le Clermont Foot termine à la 12e place de la Ligue 2 avec 49 points.
En Coupe de France, Clermont est éliminé au 8e tour aux tirs au but (1-4) par Épinal, club de National. Clermont parvient à se qualifier lors du 2e tour de la Coupe de la Ligue en battant Châteauroux par 3 buts à 1. Clermont est éliminé de la compétition en 16e de finale par Caen (4-3).
Le club se fait éliminer au 8e tour de la Coupe de France par Trélissac, équipe évoluant en CFA, sur le score d'un but à zéro ; pour la quatrième saison consécutive, le Clermont Foot n'atteint pas les 32e de finale. Le Clermont Foot a tutoyé le podium mais lors de la 36e journée, le match nul à Laval (1-1) a effacé toute possibilité de montée en Ligue 1. Le Clermont Foot termine 7e en fin de saison, avec 58 points, après une défaite contre Sochaux 0 à 2.
Famara Diédhiou a été sacré meilleur joueur de Ligue 2 lors des Trophées UNFP : meilleur buteur avec vingt-et-une réalisations.
En seizièmes de finale de la Coupe de la Ligue, le Clermont Foot a été éliminé par l'Olympique de Marseille 2 buts à 1 le 26 octobre 2016,. Après deux larges victoires en Coupe de France contre Ytrac (0-6) et le FC Rhône Vallée (0-5), l'équipe dirigée par Corinne Diacre se fait éliminer en 32es de finale par Bordeaux à domicile 1-0 (but de Malcom, 87e). Le Clermont Foot termine à la 12e place, avec 46 points, après une victoire finale contre Valenciennes, 1-0. Ce dernier match de la saison 2016-2017 sera marqué par les adieux d'Eugène Ekobo, ovationné par les supporters clermontois, de Cédric Avinel, parti pour Ajaccio, ou encore de Jacques Salze.
Après un début de saison encourageant, Corinne Diacre, l'entraîneuse de l'équipe, est sollicitée pour prendre les rênes de l'équipe de France féminine de football, ce qu'elle fait. Elle quitte donc fin août le club du 63. Elle est remplacée par Pascal Gastien.
Le club se fait sortir dès son entrée au 7e tour de la Coupe de France 2017-2018 par Moulins-Yzeure Foot 03, club évoluant en National 2 (quatrième division), par 1 but à 0. À l'issue de la 38e journée du championnat, le 11 mai 2018, le Clermont Foot pouvait espérer une montée en Ligue 1 à condition, outre une victoire, d'un faux pas de deux prétendants aux barrages (tels que Brest et Le Havre). Le club finit en sixième position, avec 63 points, échouant aux portes des barrages d'accession en Ligue 1.

### Fin de l'ère Claude Michy (2018-2019)
Au début de la saison 2018-2019, Clermont vit un mercato estival compliqué, qui voit notamment les départs de Thomas Guerbert (retraite), Ludovic Ajorque (meilleur buteur de la saison précédente), Fabien Centonze ou du buteur Rémy Dugimont, ce qui semble symboliser des ambitions plus modestes pour la saison. Le club doit attendre la cinquième journée pour connaitre sa première victoire face au FC Sochaux-Montbéliard et s'éloigner de la zone rouge.

### Nouvelles ambitions avec Ahmet Schaefer et montée en Ligue 1 (depuis 2019)
Le 4 mars 2019 lors d'une conférence de presse Claude Michy présente le nouveau président du club, Ahmet Schaefer. « Nous venons avec une équipe de quatre », a indiqué Schaefer, dévoilant le nom des trois personnes qui feront office de conseillers pour lui : Jérôme Champagne s’occupera notamment des relations à l’international et de la communication, Yannick Flavien gérera en partie les problématiques financières. Enfin, l'Allemand Ingo Winter, recruteur en chef de plusieurs clubs de Bundesliga ces dernières années, fera également partie de la garde rapprochée du président. Il a également précisé que Pascal Gastien, l'actuel entraîneur du club clermontois, gardait « évidemment » la main sur tout le volet sportif. Le conseil d’administration de la société anonyme sportive professionnelle du Clermont Foot se tient le 13 mars 2019. À l'issue de cette réunion, Ahmet Schaefer est officiellement désigné comme nouveau président du Clermont Foot 63. Il succède à Claude Michy resté 14 ans à la présidence du club.
La Jeunesse sportive de Kabylie évoluant en Ligue 1 et le Clermont Foot ont officiellement signé le 29 avril 2019 une convention de partenariat pour un avenir en commun. Puis, le 16 mai 2019 le Clermont Foot s'associe avec le Tout Puissant Mazembe évoluant en Linafoot en matière de post-formation des joueurs formés à Lubumbashi par l'académie de football de Katumbi.
Le 14 juin 2019, Éric Pégorer devient le nouveau directeur du centre de formation et assure également les fonctions d’entraineur de l’équipe U18, Sébastien Mazeyrat prenant en charge la réserve en National 3. Pégorer est un ancien directeur des centres de formation du FC Gueugnon, Amiens SC et Al-Khor. Il a encadré de nombreux joueurs devenus professionnels à l’image d’Aly Cissokho, Alou Diarra, Steven Nzonzi ou encore Romain Alessandrini.
L'Austria Lustenau évoluant en Erste Liga, signe un partenarial avec le Clermont Foot le 19 juin 2019. Ahmet Schaefer est devenu copropriétaire minoritaire du club autrichien. Le but de cette alliance est de mettre en commun ce que les clubs ne peuvent pas se payer indivuellement mais aussi de rendre plus efficace le partage de différentes fonctions. François Ligny, est le nouveau directeur général du club le 16 juillet 2019. Malgré sa défaite à Caen (2-1), le 15 mai 2021, lors de la 38e journée de Ligue 2, le Clermont Foot valide son ticket pour la Ligue 1 en terminant deuxième du classement derrière Troyes,. Le Clermont Foot est le premier club auvergnat a accéder à la Ligue 1. Pour la première fois de leur histoire les Clermontois vont découvrir l'élite du football français. Avec 22 buts inscrits, Mohamed Bayo termine meilleur buteur de la saison en Ligue 2.

### Découverte de la Ligue 1 (2021-2024)

#### Saison 2021-2022
Pour leur première saison en Ligue 1, les Clermontois remportent leur premier match 0-2 face aux Girondins de Bordeaux au Matmut Atlantique (deux buts marqués à la 82e minute par Bayo et à la 92e minute), finissant premiers du classement à la fin de la première journée. Passé ces deux premières victoires, les clermontois ne parviennent néanmoins pas à poursuivre sur cette lancée : ils sont notamment sèchement vaincus 6 buts à 0 par le Stade rennais (le 21 septembre 2021) et ne gagnent que deux matchs supplémentaires face au LOSC Lille, champion sortant, et le Angers SCO jusqu'à la mi-saison, chutant à la 18e place synonyme de barrage de relégation pendant trois journées.[réf. souhaitée].
La deuxième partie de la saison est semblable avec cinq victoires, notamment face à l'Olympique de Marseille qu'ils battent au stade Vélodrome (0-2) mais également lors de leur revanche face au stade rennais (2-1). Ils subissent toutefois de lourdes défaites face à l'AS Monaco et en match retour contre le LOSC Lille, deux rencontres se terminant sur le score de 4 à 0. Malgré une ultime défaite face à l'Olympique lyonnais lors de la dernière journée, le Clermont Foot se maintient en Ligue 1 en terminant 17e de la saison, esquivant un barrage de relégation au détriment de l'AS Saint-Étienne qui est relégué en Ligue 2 après sa défaite contre l'AJ Auxerre.

#### Saison 2022-2023
La saison 2022-2023 débute par une défaite à domicile écrasante contre le Paris Saint-Germain (0-5), mettant le club auvergnat en lanterne rouge à la fin de la première journée. Les deux matchs suivants se soldant par des victoires face au Stade de Reims et l'OGC Nice permettent aux clermontois de remonter à la 5e place avant que les deux courtes défaites qui suivent face au FC Lorient et l'Olympique de Marseille ne les ramènent au milieu du classement, où ils se stabilisent les journées suivantes. Le club est néanmoins éliminé dès son premier match en trente-deuxièmes de finale de la coupe de France aux tirs au but par le FCO Strasbourg Koenigshoffen, évoluant pourtant en Régional 1,.
Le club termine finalement à la 8e place de la Ligue 1, confirmant son maintien pour une troisième saison dans l'élite du football français malgré le passage du nombre de clubs à 18 pour la saison suivante qui induit la relégation de quatre clubs au lieu de deux,. Lors de la dernière journée, le Clermont Foot retrouve à l'extérieur le Paris Saint-Germain, déjà mathématiquement champion de la saison, et conclut sa saison en beauté en prenant sa revanche sur le score de 2-3 après avoir été mené par deux buts d'avance au bout de 21 minutes, signant ainsi sa première victoire sur la pelouse du Parc des Princes,.

#### Saison 2023-2024
Pour la saison 2023-2024, le Clermont Foot 63, qui a le plus petit budget des clubs de Ligue 1 cette saison (28 millions d'euros), a toujours évolué en bas de classement, oubliant la 8e place de la saison précédente : elle est restée quasiment toute la saison dans la zone de relégation (17 journées en 18e et dernière position, 14 en 17e position).
Les espoirs de maintien étaient encore possibles à l'approche de la fin de la saison (notamment une victoire 4-1 contre Reims le 28 avril 2024, mais suivie par une défaite 4-1 à Monaco le 4 mai), mais le 12 mai 2024, la défaite à domicile 1-0 contre l'OL, lors de la 33e et avant-dernière journée, condamne le club à la relégation en Ligue 2,, trois ans jour pour jour après l'officialisation de la montée du club. Lors de la 34e et dernière journée, le CF63 s'incline lourdement à Lorient, au stade du Moustoir, 5 buts à 0 ; cette confrontation entre un club breton jouant les barrages et un club auvergnat déjà relégué se conclut par la descente des deux clubs en division inférieure.
En Coupe de France, le Clermont Foot est éliminé en 16es de finale par le RC Strasbourg, autre club de Ligue 1, sur le score de 3 buts à 1, le 21 janvier 2024.

### Relégation en Ligue 2
Pascal Gastien quitte son poste d'entraîneur en fin de saison, remplacé par Sébastien Bichard.

#### Saison 2024-2025
Pour la saison 2024-2025, le club est éliminé en 32es de finale de la Coupe de France par Sochaux 0-0, 5 tirs au but à 3.
À l'issue de la saison 2024-2025, le club termine en 16e position, avec seulement 33 points, après un match nul à Rodez (1-1) lors de la 34e et dernière journée, soit un ratio points/journées inférieur à 1, le plus bas depuis la création du club en 1990 (hors saisons 2021-2022 et 2023-2024 où il a évolué en Ligue 1), et se retrouve en position de barragiste. Pour se maintenir en Ligue 2, il doit affronter le 3e de National, Boulogne-sur-Mer, afin d'éviter une deuxième relégation.
À l'aller, le 20 mai, le CF63 s'impose à Boulogne 3-1, après avoir été mené à l'ouverture du score, grâce à trois buts de Diop, Koré et Diedhiou ; ce dernier marque le but au match retour permettant le maintien en deuxième division du Clermont Foot 63, malgré sa défaite (2-1), le 25 mai 2025.

#### Saison 2025-2026
Avant le lancement de la saison 2025-2026 du championnat, le Clermont Foot dispute deux matchs de préparation, le 12 juillet contre Villefranche-Beaujolais (National) au stade Armand-Chouffet de Villefranche-sur-Saône (victoire 2-1) et le 19 juillet contre Le Puy Foot (promu de National) au stade Massot d'Espaly-Saint-Marcel (match nul 1-1), puis deux matchs amicaux à Vichy : contre Rodez le 22 juillet (victoire 2-1 dans un stade Darragon en mauvais état) puis contre Auxerre le 26 juillet (défaite 2-3 sur le terrain no 1 du parc omnisports Pierre-Coulon).

## Logos et couleurs

1997-2004
2004-2013
2013-2021
Logo actuel

Le rouge et le bleu, omniprésents dans les logos, sont les couleurs du club. Sur le premier logo du Clermont Foot (1990-2004), le trait qui coupe le ballon sur un rayon est censé symboliser le « C », première lettre de Clermont-Ferrand, ville où est basé le Clermont Foot Auvergne. Le cavalier présent sur les logos depuis 2004 représente la statue équestre de Vercingétorix (illustre chef Gaulois), réalisée par Auguste Bartholdi et présente sur la place de Jaude. Le chiffre « 63 » présent sur le ballon dans l'actuel logo correspond au code du département, qui est le Puy-de-Dôme.

## Résultats sportifs

### Palmarès
| Championnats nationaux | Coupes nationales                                                                             | Compétitions régionales                           |
| --- | --------------------------------------------------------------------------------------------- | ------------------------------------------------- |
| Championnats - Championnat de France - Meilleur Performance : 8e en 2023 - Championnat de France de Ligue 2 (D2) - Vice-champion : 2021 - Championnat de France de National (D3) (2) - Champion : 2002, 2007 - Championnat de France de CFA (D4) (1) - Champion : 1999 - Finaliste : 1980 - Championnat de France de CFA 2 (D5) - Vainqueur du groupe E : 1994 | - Coupe de France - Quart de finale : 1997, 2005 - Coupe de la Ligue - Quart de finale : 2005 | - DH Auvergne (3) - Champion : 1988R, 1989R, 1993 |

## Personnalités du club

### Présidents
| Nom            | Période   |
| -------------- | --------- |
| Yves Quinty    | 1990-1992 |
| Alain Dalan    | 1992-2005 |
| Claude Michy   | 2005-2019 |
| Ahmet Schaefer | 2019-0000 |

### Entraîneurs
Le tableau suivant présente la liste des entraîneurs du club depuis 1990.
| Nom                | Période   |
| ------------------ | --------- |
| Jacques Glyczinski | 1990-1992 |
| Alain Ollier       | 1992-1996 |
| Thierry Coutard    | 1996-1998 |
| René Le Lamer      | 1998-2000 |
| Albert Rust        | 2000-2001 |

| Nom                 | Période   |
| ------------------- | --------- |
| Hubert Velud        | 2001-2004 |
| Olivier Chavanon    | 2004-2005 |
| Dominique Bijotat   | 2005      |
| Marc Collat         | 2005-2006 |
| Didier Ollé-Nicolle | 2006-2009 |

| Nom                 | Période   |
| ------------------- | --------- |
| Michel Der Zakarian | 2009-2012 |
| Régis Brouard       | 2012-2014 |
| Helena Costa        | 2014      |
| Corinne Diacre      | 2014-2017 |
| Pascal Gastien      | 2017-2024 |

| Nom                                | Période   |
| ---------------------------------- | --------- |
| Pascal Gastien Sébastien Bichard   | 2024      |
| Sébastien Bichard                  | 2024      |
| Laurent Batlles                    | 2024-2025 |
| Sébastien Mazeyrat Grégory Proment | 2025-     |

## Effectif professionnel actuel
Le premier tableau liste l'effectif professionnel du Clermont Foot 63 pour la saison 2025-2026. Le second recense les prêts effectués par le club lors de cette même saison.
En grisé, les sélections de joueurs internationaux chez les jeunes mais n'ayant jamais été appelés aux échelons supérieurs une fois l'âge-limite dépassé ou les joueurs ayant pris leur retraite internationale.

## Structures

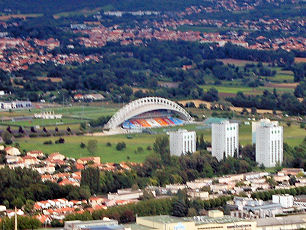
Stade Gabriel-Montpied

### Stades
Durant son existence, le Stade clermontois évolue au stade Philippe-Marcombes. La fusion du Stade clermontois avec l'ASM, voit le XV de rugby de l'ASM partager le stade Marcel-Michelin avec le Clermont Football Club. Cependant, les débuts du Clermont Foot Auvergne se font au stade Philippe-Marcombes. C'est en 1995 que le Clermont Foot possède sa nouvelle enceinte : le stade Gabriel-Montpied.
Conçu par l'architecte Jacques Kalisz, il est inauguré en décembre 1995. Le stade voit pour premier match le Clermont Foot, alors en Nationale 2, s'imposer face au FC Gueugnon, qui se trouve en National 1 (2-1), le 30 décembre 1995. Largement inspiré du Thomond Park de Limerick, le stade clermontois doit lui aussi se doter de « deux yeux ». En effet, la seule grande tribune du stade Gabriel-Montpied, la tribune Gergovie à l'ouest, est censée symboliser un œil humain. Trois tribunes ouvertes complètent le stade : Livradois au sud, Limagne à l'est et la tribune Volcan au nord. Le North Harbour Stadium d'Auckland partagera la même architecture.
Possédant à peine 10 600 places, l'agrandissement du stade est en projet depuis l'accession du club en Ligue 2, il y a dix ans. Ce projet est toujours en suspens et régulièrement évoqué. Lors de la saison 2011-2012, en cas de montée en Ligue 1, la mise en place, durant l'été, d'une grande tribune modulable, à l'image de l'enceinte du Lyon OU est décidée, et le projet du « Grand stade » est remis sur la table, le stade verrait sa capacité aller à 30 000 places, et pourrait accueillir des concerts, festivités, et matchs européens de l'ASM.
Lors de la montée en Ligue 1 en 2021, l'agrandissement de la tribune Limagne permet de passer à 11 980 places.
La plus grande affluence au stade Gabriel-Montpied est de 12 240 spectateurs le 26 octobre 2021 pour la réception de l'OM, qui évolue alors en Ligue 1 pour la première année

### Centre de formation
Le 20 septembre 2017, le Clermont Foot 63 et l'ASM Clermont Auvergne inaugurent le nouveau centre de formation commun. Une structure unique en France.

## Aspects économiques
Le tableau ci-dessous résume les différents budgets prévisionnels du club clermontois saison après saison.
| Saison | 2008-2009 | 2009-2010 | 2010-2011 | 2011-2012 | 2012-2013 | 2013-2014 | 2014-2015 | 2015-2016 | 2016-2017 |
| Budget | 6,8 M€    | 7,1 M€    | 7 M€      | 7,2 M€    | 8,5 M€    | 7 M€      | 6,5 M€    | 6,2 M€    | 6,3 M€    |
| Saison | 2017-2018 | 2018-2019 | 2019-2020 | 2020-2021 | 2021-2022 | 2022-2023 |           |           |           |
| Budget | 7 M€      | 6,8 M€    | 8,7 M€    | 11 M€     | 20 M€     | 25 M€     |           |           |           |

## Soutien et image

### Groupes de supporters
- Ultras Clermont : fondé en juillet 2006, ils sont situés en tribune Livradois.
- Armada Clermont : fondé en juillet 2017 (par des ex membres des "Bad Wizard"), ils sont présents dans la tribune Livradois aux côtés des "Ultras Clermont".
- Amicale des Supporters : fondée en juin 2002, ils sont présents à la travée F de la tribune Gergovie.
- Nemetum Ultras : fondé en 2021,ils sont présents en tribune Livradois et c'est la fusion entre l' Armada Clermont et Ultras Clermont.
- Sekta Pirata : fondé en 2022, ils étaient présents en tribune Volcan. Le groupe de supporters a annoncé sa dissolution le 12 novembre 2023.

### Divers
- Le Clermont Foot a pour devise « Plus grand, plus fort », qui se retrouve sur les maillots de la saison 2012-2013.
- Hervé Mathoux est un fervent supporter du Clermont Foot. Il considère d'ailleurs le match de la Coupe de France 1996-1997 opposant les Clermontois au PSG comme le match qui l'a le plus marqué.